# 克雷斯韋爾山
72°43′55″S 64°12′41″E / 72.73194°S 64.21139°E
克雷斯韋爾山（英語：Mount Cresswell）是南極洲的山峰，位於麥克羅伯特森地，處於杜梅特山東北面46公里，屬於查爾斯王子山脈的一部分，現時由南極條約體系管理。